# Grypocentrus cinctellus
Grypocentrus cinctellus là một loài tò vò trong họ Ichneumonidae.